# 韦勒福
韦勒福（法語：Vellefaux，法語發音：[vɛlfo]）是法国上索恩省的一个市镇，属于沃苏勒区。

## 地理
韦勒福（47°33'10"N, 6°8'18"E）面积10.02 平方千米，位于法国勃艮第-弗朗什-孔泰大區上索恩省，该省份为法国东部内陆省份，北起顺时针与孚日省、贝尔福地区省、杜省、汝拉省、科多尔省和上马恩省接壤。
与韦勒福接壤的市镇（或旧市镇、城区）包括：埃什诺拉梅利讷、昂德拉罗、菲兰、瓦勒鲁瓦洛里奥。

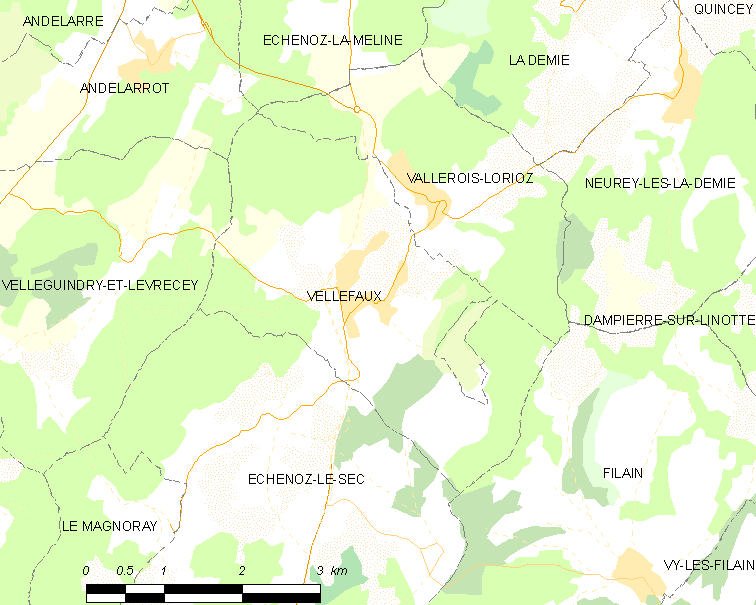
韦勒福的OSM定位图

韦勒福的时区为UTC+01:00、UTC+02:00（夏令时）。

## 行政
韦勒福的邮政编码为70000，INSEE市镇编码为70532。

## 政治
韦勒福所属的省级选区为里奥县。

## 人口

1962-2008年间韦勒福人口变化图示

韦勒福于2022年1月1日时的人口数量为533人。